# Портис, Чарльз
Чарльз Макколл Портис (28 декабря 1933, Эль-Дорадо, Арканзас — 17 февраля 2020, Литл-Рок) — американский писатель. Известность ему принесли романы «Норвуд» (1966) и «Железная хватка» (1968), по которым были сняты фильмы — последний из них «Железная хватка» в 2010 году.
В 2023 году «The Library of America» опубликовала его собрание сочинений. В предисловии редактор Джей Дженнингс отмечает: «Чарльз Портис сегодня признан единственным американским гением, писателем, чей шутливый стиль, пикарески и незабываемые персонажи привлекли страстных поклонников среди читателей и писателей».

## Биография
Чарльз Портис родился в семье Сэмюэля Палмера Портиса и его жены Элис (урождённой Уодделл). Во время Корейской войны вступил в Корпус морской пехоты США и получил звание сержанта. С 1955 года учился в Арканзасском университете; там он начал свою карьеру с написания статей для студенческой газеты. После окончания университета, уже будучи дипломатом, он вёл колонку «Наш город» в газете Arkansas Gazette, а затем в New York Herald Tribune. Затем он провел год в Лондоне.
Оставив журналистику в 1964 году, начал свою писательскую карьеру с нескольких рассказов. Его первый роман, «Норвуд», был опубликован частями в выходящей раз в две недели газете Saturday Evening Post. Роман имел большой успех, настолько большой, что в 1970 году была снята киноверсия, режиссёром которой стал Джек Хейли-младший.
В 1968 году его второй роман «Железная хватка» был опубликован по частям в Saturday Evening Post. Коммерческий успех был даже больше, чем у «Норвуда»; это самая успешная книга Портиса. В 1969 году вестерн был впервые экранизирован под названием «Настоящее мужество» с Джоном Уэйном, получившим «Оскар» за исполнение роли главного героя. В 2010 году Итан и Джоэл Коэны сняли ещё одну экранизацию с Джеффом Бриджесом. Портис написал ещё три книги, но они не смогли повторить успех предыдущих.